# 榮智控股
榮智控股有限公司，簡稱榮智控股（英語：Wing Chi Holdings Limited，港交所：6080），在2001年，由主席李灼金於總部香港成立「力盛工程公司」（「力盛工程有限公司」前身），業務在香港經營地基及地盤平整工程。
股份在2017年10月20日於港交所主板上市。招股定價為0.38至0.52港元之間，發行新股為2.25億股，而集資額為7630萬港元，用作购买机械及设备，其用作地基及地盘平整工程所需的挖掘机及起重机。

## 連結
- wingchiholdings.com （页面存档备份，存于）